# Usina hidrelétrica de Salto Grande do Iguaçu
A Usina de Salto Grande do Iguaçu é uma usina hidrelétrica desativada, que se encontra hoje em ruínas, instalada no Rio Iguaçu, localizada no município de Bituruna – PR. É considerada um ponto turístico por ter permanecida totalmente inundada desde sua desativação e atualmente, com a prolongada estiagem do Rio Iguaçu, suas ruínas se encontram visíveis e possível de serem visitadas.

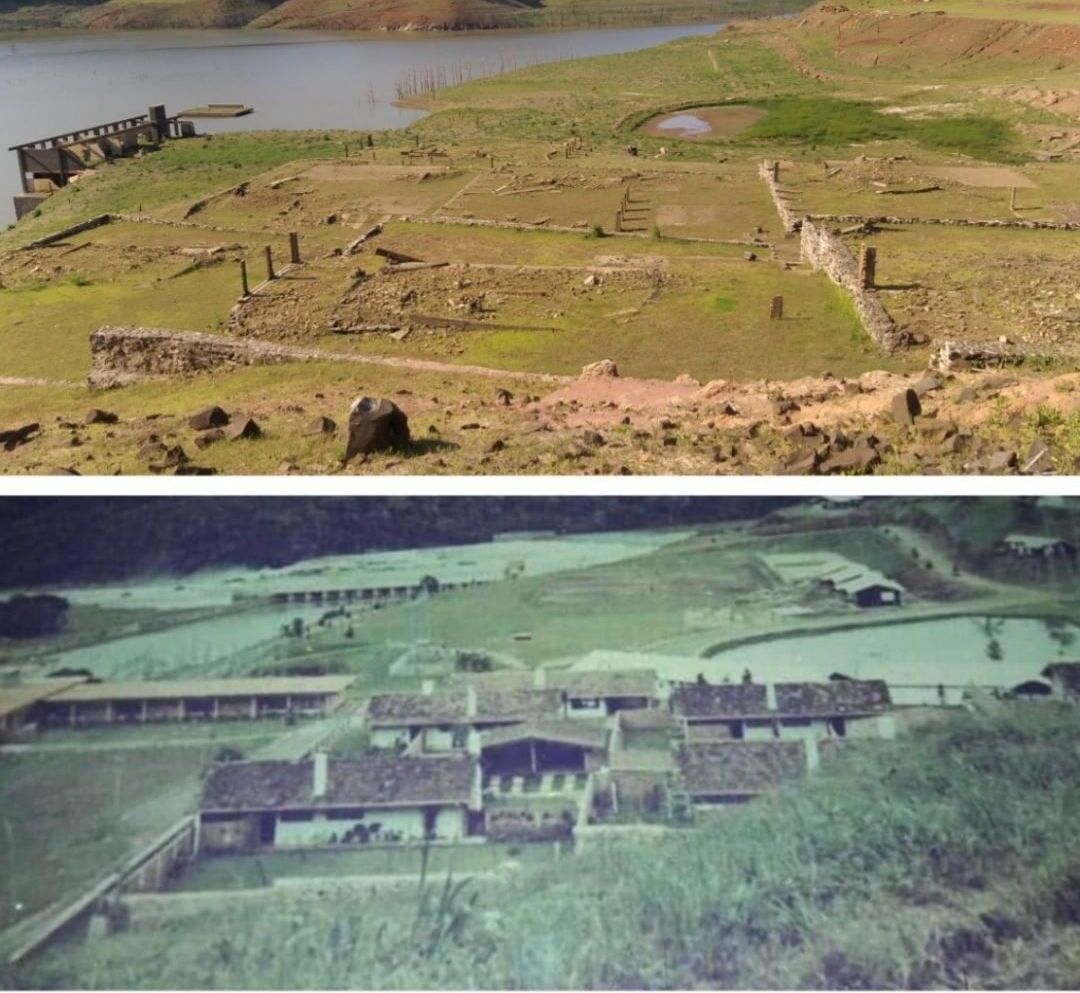
Comparação entre fotografias das ruínas visíveis atualmente e da época de funcionamento da usina

Criada em 1954 a fim de suprir a demanda energética do estado do Paraná, a Companhia Paranaense de Energia (COPEL), elaborou o projeto da construção da Usina se Salto Grande, no município de Bituruna, como um protótipo para o aproveitamento energético do Rio Iguaçu, que fazia parte do projeto estadual de eletrificação.
Inaugurada em 1967, a usina possuía uma potência de 15,2 MW, abastecia cinco sub-estações da região (União da Vitória, Irati, Rio Azul, Guarapuava e Palmas) e, após sua validação, seria reconstruída por um novo projeto que a ampliaria para uma potência de 130 MW. Contudo, em 1980 foi inaugurada a Usina Bento Munhoz da Rocha Neto, na divisa entre Bituruna e o município de Pinhão, que possuía as maiores unidades geradoras do Brasil, o que ocasionou, após pouco mais de uma década de uso, a desativação da Usina de Salto Grande do Iguaçu, sua inundação e o abandono do projeto de reconstrução e ampliação.
Suas construções serviam para o funcionamento da usina e acomodação das famílias dos trabalhadores. Contavam com 16 casas para os funcionários, um hotel, uma escola e espaços de lazer. As ruínas dessas construções podem ser vistas atualmente devido a estiagem prolongada dos últimos anos no Rio Iguaçu.